# Paul Leca
Paul Leca, dit Paulo, né le 14 mai 1905 à Marseille ou à Valle-di-Mezzana en Corse-du-Sud et mort en février 1966 à Marseille, est une figure du milieu marseillais, connu principalement pour son rôle dans le vol des bijoux de la bégum Om Habibeh.

## Biographie

### Débuts
Débarqué très jeune sur le continent, son parcours commence en 1924, à dix-huit ans, par une arrestation pour trafic de drogue à Beausoleil dans les Alpes-Maritimes où il vivait chez son oncle. Sitôt libéré, il reprend ces activités à Monaco et, en 1927, après son service militaire, il s’installe à Marseille, dans le quartier Saint-Jean, haut-lieu de la pègre à l'époque.
Malgré son aspect fragile et sa petite taille, Paul Leca s’impose rapidement dans le proxénétisme et le vol à main armée. Il est très vite considéré par la police comme « un individu dangereux ».

### Attaque du Train de l'Or
C’est l’attaque du train de l'or, en septembre 1938, qui le fait connaître dans le milieu marseillais. Lors du braquage en pleine nuit d'un train qui venait de quitter la gare Saint-Charles de Marseille, cent quatre-vingts kilos de lingots d'or, des diamants et des rubis, entreposés dans un wagon blindé, furent volés par deux bandes de Marseille jusque-là rivales, mais ponctuellement réunies à la suite d'un accord passé entre Auguste Méla dit « Gus le Terrible » et Jo Rossi.
Soupçonné d'être mêlé à cette affaire, Leca réussit à échapper aux arrestations qui suivirent. Condamné par contumace aux travaux forcés à perpétuité, il est acquitté lors d’un second procès en produisant un alibi qui l’innocentait, et en se débarrassant, dans l’intervalle, d'Attilio Deci, un truand de la Belle de Mai ayant participé au coup du Train de l'Or, qui l’avait doublé dans une affaire de faux dollars.

### Occupation et après-guerre
Fin 1940, Paul Leca est interné au camp de Mauzac, en Dordogne, où il se lie d'amitié avec Pierre Bertaux. Il revient à Marseille en 1943, libéré en partie grâce à son amitié avec Paul Carbone.
Comme de nombreux voyous de l'époque, il sait doser son comportement sous l'Occupation. À Marseille, il devient l'un des principaux imprimeurs de faux tickets d'alimentation et travaille aussi pour les services de la Résistance, volant à l'occasion, pour le compte de ces derniers, des documents militaires à la marine allemande. À la Libération, Leca est accusé de collaboration mais Pierre Bertaux, qui occupe désormais de hautes fonctions dans l'appareil d’État, intervient et l'innocente.
Après la guerre, Paul Leca est devenu un personnage important de Marseille, lié à de nombreuses figures du milieu et ayant des relations policières à un haut niveau qui le protégeront longtemps. Grâce à sa dernière conquête, Caroline, la fille de Charles Méré, président de la Société des auteurs dramatiques, il élargit ses relations au beau monde. Il a toutes les apparences de la respectabilité, possédant des participations dans des bars niçois et affichant un mode de vie luxueux avec ses costumes de bonne coupe, son fume-cigarette en or, son superbe yacht « l’Éliette » dans le Vieux-Port et son splendide appartement de la place Ernest-Delibes, garni de meubles d’époque et de tableaux de maîtres.
Ce qui ne l'empêche pas de poursuivre ses activités de truand. Il pille les châteaux et trafique les faux dollars mais c'est dans le fructueux commerce des cigarettes de contrebande qu'il devient l'un des rois de Marseille, juste derrière Joseph Renucci. Malheureusement pour lui, deux tonnes de cigarettes de contrebande sont saisies en décembre 1949 dans un camion près de Marseille. Leca est confondu quelques semaines plus tard. Son yacht qui servait aussi à son équipe pour faire la navette entre Tanger et Marseille, les cales du bateau remplies de blondes, est saisi. Lui est condamné à 130 millions de francs d'amende et à trois ans de prison par contumace. Paul Leca est en effet en cavale, d'abord en Camargue, puis à New York, mais pour une autre affaire, celle du vol des bijoux de la Bégum, le plus fameux braquage de l'après-guerre.

### Le vol des bijoux de la Bégum
Il s'agit d'un braquage opéré par une équipe de cinq hommes dont ont été victimes le 3 août 1949, aux alentours de midi, l'homme le plus riche du monde à l'époque, l'Aga Khan, chef des musulmans ismaéliens, et sa femme la Bégum alors qu'ils avaient quitté leur luxueuse demeure du Cannet pour se rendre en Cadillac à l'aéroport de Nice. Un cycliste ralentit d'abord la voiture. Elle est bloquée un peu plus loin par une Traction Avant d'où sortent trois hommes qui, sous la menace de leurs armes, s'emparent d'une mallette de cuir rouge de la Bégum, remplie de bijoux, dont « la Marquise », un diamant de 22 carats. Le montant du casse s'élève à 220 millions de francs en bijoux, un record pour l'époque. Selon l'inspecteur Roger Borniche, les truands projetaient en fait d'enlever Rita Hayworth, en vacances en compagnie de son fiancé le prince Ali Khan dans la villa de l'Aga Khan : se rendant compte de leur méprise lorsqu'ils arrêtèrent la Cadillac, ils s'étaient rabattus sur les bijoux.
Sur la batterie neuve de la Traction Avant, la police retrouve le numéro de fabrication et son acheteur au garage de la Blancarde, Roger Sennanedj, dit le Gros Roger, un truand bien connu de la police, qui est localisé à Genève où il s'est réfugié avec son amie Renée Rémy. Mais au moment où le couple va être arrêté, il disparaît, vraisemblablement éliminé par des membres de l'équipe.
Ensuite l'enquête piétine, menaçant même la carrière du commissaire Valantin (12 juillet 1896-31 décembre 1968), jusqu'au jour où Jean-Thomas Giudicelli, dit « U Caputu », un truand installé sur la Côte d'Azur, mais « informateur » à ses heures pour assurer sa tranquillité, donne à la Police judiciaire de Marseille les noms de Barthélémy Ruberti dit Mémé et François Sanna dit Choï. Leur arrestation permet d'apprendre que l'organisateur de l'affaire n'est autre que Paul Leca, avec l'aide de son ami Charles Vincéleoni, lequel a eu l'information grâce à une de ses relations, un Américain qui est l'amant de la femme de ménage de la Bégum. Le cycliste chargé de ralentir la Cadillac est Ruberti dit Mémé. Les trois braqueurs sont François Sanna dit Choï, Jacques Bennedetti et Paul Mondoloni. Quant au chauffeur de la Traction Avant, il s'agissait bien de Sennanedj.
Le procès s'ouvre le 6 juillet 1953, devant la cour d'assises d'Aix-en-Provence, alors qu'une grande partie des bijoux a été restituée. En dehors de Sennanedj et de Paul Leca, toujours en fuite, manque également à l'appel chez les accusés Paul Mondoloni, laissé en liberté provisoire après avoir versé sa caution, et qui s'est enfui à Cuba. Sanna est condamné à dix ans de prison, Benedetti à huit ans et Ruberti à six ans. Vincéleoni, pour sa part, est acquitté tandis que Leca et Mondoloni sont condamnés aux travaux forcés à perpétuité par contumace. Le procès sera l'occasion d'un violent affrontement entre le directeur des services de la police judiciaire, Georges Valantin, et Pierre Bertaux, directeur de la Sûreté nationale, le premier accusant son supérieur d'être le véritable cerveau du braquage à cause de ses liens avec Leca. Ce vol organisé aurait inspiré Les Bijoux de la Castafiore à Hergé, la Bégum ayant prononcé : « Ciel ! mes bijoux. »
Paul Leca quitte New York en août 1960 pour la France, alors que l'affaire du vol des bijoux de la Bégum est presque oubliée. Il s'y constitue prisonnier dès son arrivée. Jugé en novembre 1961, il bénéficie de « circonstances atténuantes » et est condamné à deux ans de prison et au versement d'une amende de 91 millions de francs. Ayant déjà purgé dix-huit mois de détention préventive, il sort libre. Coulant une retraite paisible dans sa propriété de Sainte-Marguerite à Marseille, il meurt dans son lit en février 1966.